# 无极镇
无极镇，是中华人民共和国河北省石家庄市无极县下辖的一个乡镇级行政单位。

## 行政区划
无极镇下辖以下地区：
东城区社区、西城区社区、建设路社区、花园街社区、东中铺村、西中铺村、东关村、西关村、角头村、高村、房家庄村、里家庄村、安城村、东罗尚村、西罗尚村、户村、朱家庄村、庄里村、柴城村、柳见村、西合流村、中合流村、东合流村、营里村、佛堂村、郑村、姚村、高家庄村和张村。